# Renato Petrič
Renato Petrič, slovenski admiral in vojaški diplomat, * 8. november 1958, Ljubljana.
Kot prvi pomorski častnik Slovenske vojske je bil povišan v čin kontraadmirala; s tem je tudi najvišji pomorski častnik Slovenske vojske.

## Življenjepis
Po končanem šolanju na Srednji vojaški gimnaziji Franca Rozmana Staneta (1973–77) in študiju na Mornariški vojaški akademiji JLA (1977–81) se je zaposlil v Jugoslovanski vojni mornarici. V letih 1983–1989 je bil poveljnik patruljne ladje.
Na poziv Predsedstva Republike Slovenije je prestopil iz JLA in se 30. junija 1991 zaposlil v TO RS. Naslednje leto je postal načelnik odseka za načrtovanje v RŠTO, nato pa načelnik odseka za pomorstvo v RŠTO in nato v GŠSV (1993–98), namestnik poveljnika 2. operativnega poveljstva Slovenske vojske (1998–2001), končal generalštabno šolanje na Poljeniško-štabni šoli SV, direktor štaba Generalštaba Slovenske vojske (2001–02), poveljnik 2. operativnega poveljstva Slovenske vojske (2002–03), svetovalec za obrambo in pribočnik predsednika Republike Slovenije (2003–05), končal enoletno šolanje na Kraljevem kolidžu obrambnih študij (2003–04), poveljnik Poveljstva sil Slovenske vojske (2005–06), namestnik vojaškega predsednika pri EU (2007–09), namestnik vojaškega predsednika pri Natu in EU (2009) in poveljnik Mirnodobne strukture Slovenske vojske v tujini in vojaški predstavnik pri Natu in EU (od 1. januarja 2010).
1. januarja 2011 je na predlog obrambne ministrice Ljubice Jelušič zasedel položaj namestnika načelnika Generalštaba Slovenske vojske. Njegovo imenovanje je zbudilo očitke o političnem kadrovanju, saj je bil njegov predhodnik na položaju le nekaj mesecev; nasprotniki pa so mu očitali tudi pozni prestop v TO RS med slovensko osamosvojitveno vojno.

## Pregled kariere

### Napredovanja
JLA
- poročnik bojne ladje: ?

TO RS/SV
- kapitan korvete: 1994[8]
- kapitan fregate: 1995[8]
- kapitan bojne ladje: 1996[8]
- kapitan: 2001[8]
- kontraadmiral: 27. december 2010[9]

### Odlikovanja in priznanja
- bronasta medalja Slovenske vojske: 19. oktober 1998
- srebrna medalja Slovenske vojske: 14. maj 2001
- zlata medalja Slovenske vojske: ?[10]
- srebrna medalja generala Maistra: ?[11]
- zlata medalja generala Maistra: ?[10]
- spominski znak Zvest Sloveniji: ?[12]
- zlata medalja načelnika Generalštaba Slovenske vojske: ?